# Dyskusja panelowa

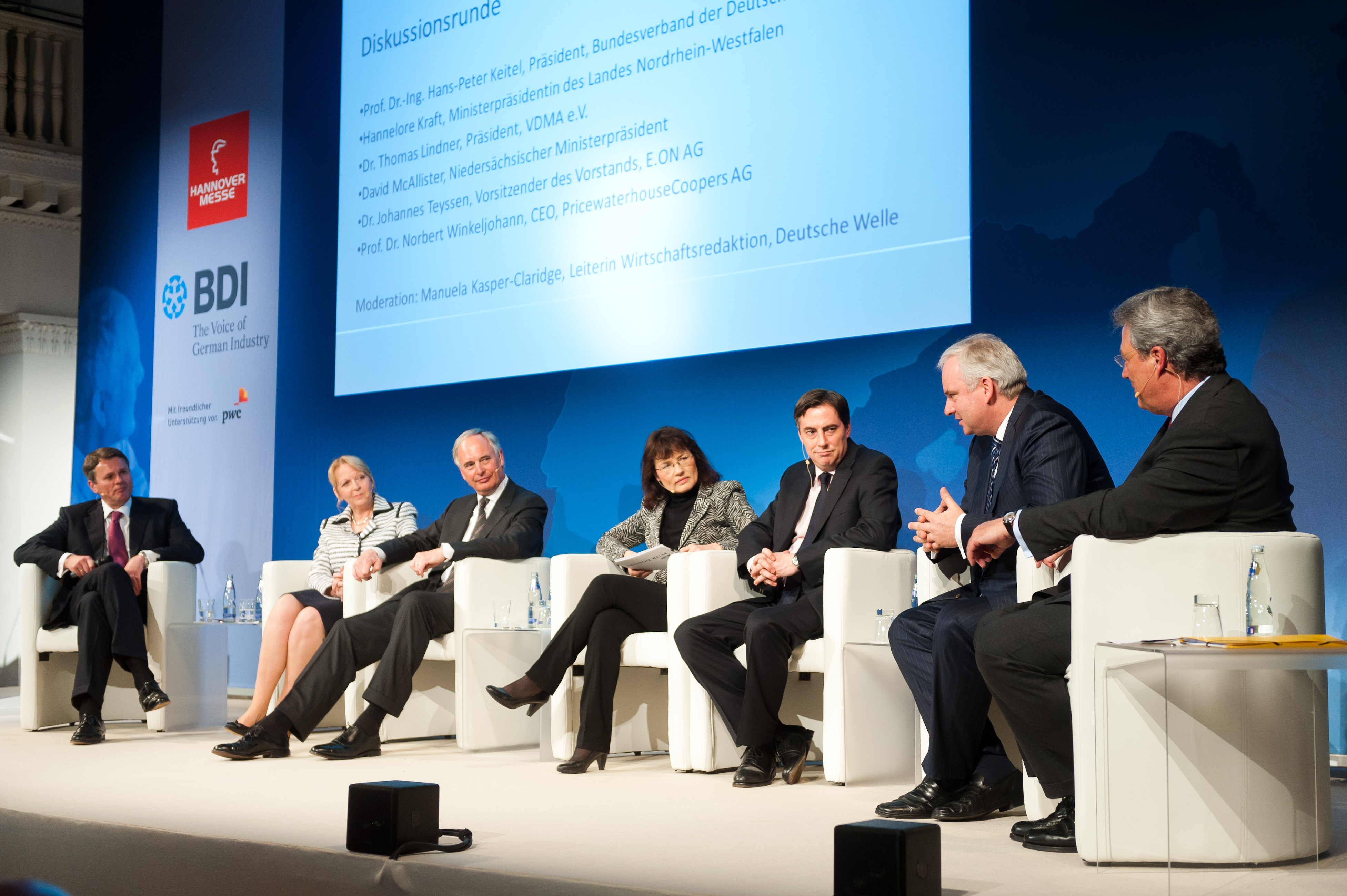
Dyskusja panelowa

Dyskusja panelowa – sposób wymiany poglądów i dochodzenia do rozwiązania problemu w drodze rozmów, których cechą charakterystyczną jest istnienie dwóch gremiów: dyskutującego (eksperci - panel) i słuchającego (audytorium - uczący się). 

## Opis
Dyskusja panelowa jest dyskusją dwufazową. W pierwszej fazie specjaliści i przedstawiciele grup interesów przychodzą na rozmowę przed większym audytorium, aby przedstawić i porównać swoje stanowiska i wypracować wspólny wynik. W drugiej fazie dyskusji panelowej słuchacze mają zwykle okazję do zadawania pytań. Często na pytania nie udziela się bezpośredniej odpowiedzi, lecz są one bodźcem do dalszego ciągu krótkich wypowiedzi członków panelu na wyłoniony temat. 
W zależności od wielkości pomieszczenia wypowiedzi członków dyskusji wzmacniane są przy pomocy mikrofonów.
Często planuje się przerwę w imprezie, aby słuchacze mogli w rozmowach podczas przerwy dyskutować, oceniać i zgłębiać zasłyszane opinie. Również na zakończenie imprezy daje się często okazję do dyskusji przy przekąskach i napojach i do nawiązania kontaktów ze słuchaczami. Czasami przed rozpoczęciem zaprasza się na aperitif (przyjęcie na stojąco z napojami), aby słuchacze poznali się.